# Ledipasvir/sofosbuvir
Il Ledipasvir/sofosbuvir è un profarmaco usato per il trattamento dell'epatite C. Venduto con il nome commerciale di Harvoni, è una combinazione di ledipasvir e sofosbuvir. Le percentuali di cura vanno dal 94% al 99% nelle persone infette dal genotipo 1 del virus dell'epatite C (HCV). Viene assunto quotidianamente per via orale per 8–24 settimane. 
È generalmente ben tollerato. Gli effetti collaterali comuni includono dolori muscolari, mal di testa, nausea, rash e tosse. Non è chiaro se l'uso in gravidanza è sicuro per il futuro nascituro. Il Ledipasvir agisce diminuendo l'attività dell'NS5A e il sofosbuvir diminuendo l'attività dell'NS5B polimerasi.
Ledipasvir/sofosbuvir è stato approvato per uso medico negli Stati Uniti nel 2014. È incluso nell'elenco dei medicinali essenziali dell'Organizzazione mondiale della sanità.